# Platagarista macleayi
Platagarista macleayi là một loài bướm đêm trong họ Noctuidae.